# Sotalia
Sotalia (česky delfín, toto jméno je však používáno pro více rodů čeledi delfínovití), je rod delfínů z Jižní Ameriky, který zahrnuje pouze dva druhy, a sice sladkovodního delfína brazilského z povodí Amazonky, a mořského delfína guayanského, který obývá pobřežní vody Jižní a Střední Ameriky. 

## Systematika
Za formální autoritu rodu se považuje britský zoolog John Edward Gray, který rod Sotalia vytyčil v roce 1866. Původ slova sotalita není znám.
Rod Sotalia původně zahrnoval až pět druhů, avšak v průběhu 20. století se počet rozpoznávaných druhů zredukoval na dva, a sice na sladkovodního delfína brazilského a mořského delfína guayanského (Sotalia guianensis). Oba druhy byly později považovány za tentýž druh S. fluviatilis s říční a mořskou formou (ekotypem, poddruhem), avšak na základě morfologických a genetických studií z počátku 21. století se oba taxony zhruba od roku 2007 považují za samostatné druhy. Oba druhy jsou monotypické, tzn. nejsou rozeznávány žádné poddruhy.

## Popis
Oba druhy si jsou velmi podobné. Hlavní morfologické rozdíly spočívají ve velikosti těla a umístění velkého týlního otvoru (foramen magnum). Zatímco delfín brazilský měří kolem 1,5 m, delfín guayanský dosahuje až ke 2,2 metrům. Zbarvení těla je shora světle šedé až namodrale šedé, zespoda světlé až narůžovělé. Hřbetní ploutev je trojúhelníková, občas na vrcholu mírně háčkovitá. Zobák je úzký, střední délky.